# Chiesa di Santa Giustina (Rimini)
L'antica chiesa di Santa Giustina era una chiesa cattolica, situata a Santa Giustina, frazione di Rimini, e risalente al XIV o XIII secolo. Danneggiata dagli eventi bellici nel 1944, al suo posto nel dopoguerra fu costruita una nuova chiesa.

## Storia
L'antica chiesa sorgeva lungo la via Emilia, all'altezza dell'attuale abitato di Santa Giustina.
La prima citazione di una chiesa di Santa Giustina appare in una bolla di Papa Lucio II al vescovo di Rimini Rainerio, datata 21 maggio 1144. Si trattata però di un edificio ancor più antico, forse posto vicino al Marecchia e spostato lungo la vicina via Emilia a causa delle frequenti piene del fiume. 
L'edificio storico viene citato già in una visita del 4 ottobre 1541, e in diverse visite di poco successive (1563, 1570, 1572 e 1577) che seguirono il Concilio di Trento. In particolare,  nella relazione della visita del 15 giugno 1577 condotta dall'allora vescovo di Rimini Giovanni Battista Castelli, si trova un'accurata descrizione della chiesa.
Proprio da questi documenti emerge una possibile datazione della chiesa. Gli affreschi interni vengono infatti descritti come in pessime condizioni e necessari di restauro, suggerendo come possibile datazione il XIV o XIII secolo.
Dalle poche immagini d'epoca il campanile appare di costruzione moderna, probabilmente risalente anni venti o trenta. A seguito del terremoto del 1916 che colpì il riminese molti edifici antichi subirono danni e furono restaurati o ricostruiti nel periodo interbellico.

### La distruzione
Durante la seconda guerra mondiale, con lo spostamento del fronte lungo la Linea Gotica, passante per il riminese, il campanile della chiesa di Santa Giustina fu usato dall'esercito tedesco come osservatorio per indirizzare il tiro dell'artiglieria.
L'edificio fu quindi obiettivo di numerosi bombardamenti alleati. A seguito dello sfondamento del fronte, l'esercito tedesco in ritirata minò il campanile, sopravvissuto alle bombe, e l'esplosione lo fece collassare sulla vicina chiesa.
Dalla foto dei resti allegata alle pratiche per la demolizione e successiva edificazione di una nuova chiesa, l'edificio appare privo del tetto, ma le pareti risultano parzialmente integre, così come l'apparato decorativo interno. La chiesa fu comunque demolita in quanto pericolante, seguendo il destino di molte altre architetture religiose e non demolite nel dopoguerra nel riminese, alcune solo sfiorate dagli eventi bellici.

### Il nuovo edificio
Il finanziamento per la costruzione del nuovo edificio fu approvato il 9 luglio del 1949, mentre l'approvazione del progetto Pontificia commissione per i beni culturali della Chiesa è datata 1963. L'edificio ha l'asse spostato in direzione normale alla via Emilia e segue uno stile sobrio, dopo che un iniziale progetto di ricostruzione in stile rinascimentale era stato respinto. L'edificio ha subito profondi lavori di restauro e rinnovamento nel 1983.